# Cattedrali in Giordania
Questa è una lista delle cattedrali della Giordania.

## Cattedrale cattolica greco-melchita
| Cattedrale                | Diocesi                                         | Città | Immagine |
| ------------------------- | ----------------------------------------------- | ----- | -------- |
| Cattedrale di San Giorgio | Arcieparchia di Petra e Filadelfia dei Melchiti | Amman |          |

## Cattedrale cattolica maronita
| Cattedrale                        | Diocesi                           | Città | Immagine |
| --------------------------------- | --------------------------------- | ----- | -------- |
| Cattedrale di San Charbel Makhluf | Esarcato patriarcale di Giordania | Amman |          |

## Cattedrale ortodossa siriaca
| Cattedrale                       | Diocesi                             | Città | Immagine |
| -------------------------------- | ----------------------------------- | ----- | -------- |
| Cattedrale di Sant'Efrem il Siro | Arcieparchia di Israele e Giordania | Amman |          |

## Cattedrale greco-ortodossa
| Cattedrale                    | Diocesi                   | Città | Immagine |
| ----------------------------- | ------------------------- | ----- | -------- |
| Cattedrale dell'Annunciazione | Arcieparchia di Giordania | Amman |          |